# Гіброн (Огайо)
Гіброн (англ. Hebron) — селище (англ. village) в США, в окрузі Лікінґ штату Огайо. Населення — 2326 осіб (2020).

## Географія
Гіброн розташований за координатами 39°57′55″ пн. ш. 82°29′11″ зх. д. / 39.96528° пн. ш. 82.48639° зх. д. (39.965343, -82.486381).  За даними Бюро перепису населення США в 2010 році селище мало площу 7,95 км², з яких 7,94 км² — суходіл та 0,01 км² — водойми.

## Демографія
Згідно з переписом 2010 року, у селищі мешкало 2336 осіб у 979 домогосподарствах у складі 626 родин. Густота населення становила 294 особи/км².  Було 1086 помешкань (137/км²).
Расовий склад населення:
| - 96,4 % — білих - 0,5 % — азіатів - 0,4 % — чорних або афроамериканців - 0,3 % — корінних американців - 0,2 % — вихідців з тихоокеанських островів |

До двох чи більше рас належало 2,0 %. Частка іспаномовних становила 1,7 % від усіх жителів.
За віковим діапазоном населення розподілялося таким чином: 25,4 % — особи молодші 18 років, 60,9 % — особи у віці 18—64 років, 13,7 % — особи у віці 65 років та старші. Медіана віку мешканця становила 36,9 року. На 100 осіб жіночої статі у селищі припадало 88,1 чоловіків;  на 100 жінок у віці від 18 років та старших — 84,5 чоловіків також старших 18 років.
Середній дохід на одне домашнє господарство  становив 50 635 доларів США (медіана — 39 714), а середній дохід на одну сім'ю — 60 458 доларів (медіана — 48 125). За межею бідності перебувало 16,4 % осіб, у тому числі 25,4 % дітей у віці до 18 років та 1,4 % осіб у віці 65 років та старших.
Цивільне працевлаштоване населення становило 1092 особи. Основні галузі зайнятості: роздрібна торгівля — 18,5 %, освіта, охорона здоров'я та соціальна допомога — 14,3 %, виробництво — 13,4 %.